# 福岡移住計画
福岡移住計画（ふくおかいじゅうけいかく）は、福岡で暮らしたい人を支援する任意団体。2012年12月に『福岡移住サポート』というプロジェクトで発足。主催は株式会社スマートデザインアソシエーション代表の須賀大介。

## 活動内容
福岡への移住者に「情報発信（コネクション）」「現地体験（リサーチ）」「コミュニティ受け皿機能（サポート）」を中心に活動している。

## 沿革
- 2011年 - 東日本大震災をきっかけに東京都内でIT関係の仕事をしていた須賀大介が、家族と社員とともに福岡移住を決意[3][4]。
- 2012年12月 - 福岡の会社「ヌーラボ」の紹介で「京都移住計画」田村篤史と出会い、福岡移住サポートプロジェクト発足[3]。
- 2013年3月 - 東京・下北沢で、京都移住計画と移住イベントを開催。
- 2014年3月 - 福岡市経済観光局と一緒に「ぼくらの福岡移住計画」を東京・マイナビ本社で開催[5]。
- 2015年
  - 1月 - 福岡・糸島にあったスーパーをリノベーションし「糸島ライズアップケヤ」をプロデュース。
  - 4月 - 福岡市西区今宿にシェアオフィス「SALT（ソルト）」を開業。移住者向けの求人サイト「飛梅（トビウメ）」スタート。
- 2016年3月 西鉄とシェアオフィス 「HOOD（フッド）天神」を開業[6]。
- 2017年4月 - 福岡銀行などを傘下に持つふくおかフィナンシャルグループは、東京・八重洲にコワーキングスペース「Diagonal Run Tokyo（ダイアゴナル ラン トウキョウ）」を開設[7]。運営を担当した。
- 2018年1月 - 福岡県久留米市にシェアオフィス「Mekuruto（メクルト）」を開業[8]。
- 2019年7月 - NTT都市開発のシェアオフィス「LIFORK（リフォーク）」の運営業務を受託した[9]。
- 2020年10月 - 近畿日本ツーリスト九州と福岡移住計画を運営するスマートデザインアソシエーションと共同で、旅行でのパーソナルモビリティのニーズを検証するためのツアーを提供開始。 福岡市西部のJR今宿駅を起点に、トヨタのパーソナルモビリティ『i-ROAD』、トヨタ車体の『COMS』を貸し出し、 周辺エリアの移動に活用。[10]。

## SALT（ソルト）
かつて中古車情報誌のオートブロス（バイクブロス）の本社があった、福岡市西区今宿にある築古ビルを賃借、改修し、自社オフィス兼シェアオフィスとして運用。入居してる企業はスマートデザインアソシエーション、ウミーベ、ユナイテッドピープル。
5階・スモールオフィス
4階・ライブラリー、学びのスペース、映画上映
3階・固定席のワークスペース
2階・受付、キッチン、コワーキング、ライブラリー
1階・コワーキング、イベントスペース、不動産窓口

## 関連団体
- 京都移住計画